# طغون تیمور
طغون تیمور (مغولی: Тогоонтөмөр، Togoontömör; ۲۵ مه ۱۳۲۰ – ۲۳ مه ۱۳۷۰) پانزدهمین خان بزرگ مغول در سرزمین چین و یازدهمین پادشاه مغولی دودمان یوآن بود.
وی در سال ۱۳۲۰ میلادی در شهر دایدو پایتخت یوآن به دنیا آمد و در ۱۳ سالگی بر تخت پادشاهی نشست. جوان بودن وی باعث شد درباریان نفوذ بسیاری در امور کشور داشته باشند. به این ترتیب سراسر دوران پادشاهی وی به جنگ و کشمکش و اختلافات داخلی گذشت. وی در این دوره تمام زمام امور کشور را به دست همسر محبوبش امپراتریس کی سپرد و خود از امور کنار کشید و امپراتریس کی به طور پنهانی در پشت پرده قدرت را تصاحب و به صورت غیررسمی نایب السلطنه بود و به‌جای همسرش بر یوآن حکومت کرد و پسرش ایوشیریدارا را ولیعهد کرد.
سرانجام با شورش قبیله مینگ دایدو سقوط کرده و سلسله یوآن در ۱۳۶۸ نابود شد. طغون تیمور دو سال بعد در اسارت و تبعید بر اثر ابتلاء به بیماری درگذشت.